# Lee Tae-hee
Đây là một tên người Triều Tiên, họ là Lee.
Lee Tae-hee (tiếng Hàn: 이태희; sinh ngày 16 tháng 6 năm 1992) là một cầu thủ bóng đá Hàn Quốc thi đấu ở vị trí hậu vệ cho Seongnam FC.

## Sự nghiệp
Lee gia nhập Seongnam FC vào tháng 1 năm 2016. Anh có màn ra mắt trong trận đấu tại Giải vô địch bóng đá các câu lạc bộ châu Á 2016 trước Becamex Bình Dương ngày 15 tháng 3.